# Hariola tiarata
Hariola tiarata är en insektsart som beskrevs av Stsl 1863. Hariola tiarata ingår i släktet Hariola och familjen lyktstritar. Inga underarter finns listade i Catalogue of Life.